# Partenariato Trans-Pacifico
Il Partenariato Trans-Pacifico (in inglese Trans-Pacific Partnership, TPP) è un progetto di trattato di regolamentazione e di investimenti regionali alle cui negoziazioni, fino al 2014, hanno preso parte dodici paesi dell'area pacifica e asiatica: Australia, Brunei, Canada, Cile, Giappone, Malaysia, Messico, Nuova Zelanda, Perù, Singapore, Stati Uniti, Vietnam.

## Storia
La negoziazione ha avuto inizio nel 2005 quando il progetto fu proposto con il nome di Trans-Pacific Strategic Economic Partnership Agreement (TPSEP o P4). I paesi partecipanti si erano posti l'obiettivo di terminare i negoziati nel 2012, ma questioni controverse riguardanti l'agricoltura, la proprietà intellettuale, i servizi, e gli investimenti, hanno determinato il prolungamento delle negoziazioni fino al mese di ottobre 2015. 
Il 12 novembre 2011, i nove paesi del Partenariato Trans-Pacifico hanno annunciato che il TPP ha lo scopo di "promuovere gli scambi e gli investimenti tra i paesi partner TPP, per promuovere l'innovazione, la crescita economica e lo sviluppo, e per sostenere la creazione e il mantenimento di posti di lavoro". Sebbene il testo del trattato non fosse stato reso pubblico, Wikileaks ha pubblicato diversi documenti nel 2013. Un certo numero di esperti di salute a livello mondiale, attivisti per la libertà di Internet, ambientalisti, sindacati, gruppi di pressione, e funzionari eletti hanno criticato e manifestato contro il trattato, in gran parte a causa della segretezza delle trattative, i dubbi sulla reale portata espansiva degli accordi, e le clausole controverse trapelate attraverso Wikileaks.
Nel mese di ottobre 2015, i paesi partecipanti alle sessioni negoziali hanno annunciato il raggiungimento di un accordo da sottoporre a ratifica nei singoli ordinamenti statali.
Il 4 febbraio 2016 il partenariato viene firmato a Auckland, in Nuova Zelanda.
Il 23 gennaio 2017 il presidente americano Donald Trump firma un ordine esecutivo per ritirare formalmente l'adesione degli Stati Uniti al trattato. Il ritiro del TPP è stato uno dei primi atti ufficiali del presidente statunitense che ha voluto così mantenere la promessa che aveva più volte annunciato durante la campagna elettorale. Donald Trump ha dichiarato di voler avviare una serie di accordi bilaterali con i vari paesi della regione. L'abbandono di Washington inaugura il nuovo corso della politica statunitense nella regione Asia-Pacifico.
Tre giorni dopo la prevista entrata in vigore del trattato a 12, Trump presentò alla stampa l'avvio delle politiche protezionistiche americane, a partire dai dazi sulle importazioni di acciaio e alluminio in terra statunitense. Questa mossa fu criticata dai Paesi partner dell'accordo e dal FMI come il probabile inizio di un conflitto doganale a livello mondiale. 

Dopo la mossa protezionistica di Trump, il precedente Trans Pacific Agreement non completò l'iter di approvazione nei Paesi aderenti, e non entrò mai in vigore. 
A gennaio 2018, gli altri undici Paesi hanno raggiunto un'intesa comune su una versione modificata del TTIP, pervenuta alla sua versione definitiva il 21 febbraio in Nuova Zelanda. L'8 marzo 2018 a Santiago del Cile il Comprehensive and Progressive Agreement for Trans-Pacific Partnership (CPTPP), (o TPP-11) è stato sottoscritto dai seguenti undici Paesi: Australia, Brunei Darussalam, Canada, Cile, Giappone, Malaysia, Messico, Perù, Nuova Zelanda, Singapore e Vietnam.
Il CPTPP è un trattato di libero scambio fra Asia e Pacifico per la creazione di una delle aree più estese al mondo per la libera circolazione di merci e capitali. Quest'area interessa 500 milioni di abitanti e la riduzione di un totale di dazi e dogane che attualmente pesa per una quota del 13% sul prodotto interno lordo mondiale (di circa 10 bilioni, cioè 10 000 miliardi, di dollari), che sarebbe stata del 40% (con la firma degli USA). Gli USA non hanno aderito, mentre a parere degli analisti il trattato prevedibilmente rafforzerà l'interscambio economico e i legami politici fra il Cile e la Cina, suo primo importatore ed esportatore. Venti dei trenta capitoli sono trasferiti senza modifica dal TTIP al nuovo accordo che li richiama esplicitamente, mentre altri 22 articoli del TTIP sono eliminati o emendati, principalmente riguardo alla tutela della proprietà intellettuale.
Rispetto al precedente accordo, nel TPP-11 è abbreviata la durata dei brevetti per i nuovi farmaci e la durata del diritto d'autore per il materiale scritto, è limitata la tutela in ambito IT (Digital Rights Management, clausole di salvaguardia per gli Internet Service Provider, crittografia delle telecomunicazioni via cavo e via satellite), e tuttavia raccoglie lo stato dell'arte degli standard tecnologici e delle migliori pratiche legali al momento esistenti. Tali norme sul diritto d'autore erano state chieste dai negoziatori statunitensi nel 2016: la mossa di Trump e l'abrogazione di queste norme allontanano la possibilità di un'adesione statunitense al nuovo trattato. 
Il capitolo sugli acquisti della pubblica amministrazione apre i contratti pubblica alla partecipazione dei soggetti esteri, mentre il capitolo sul commercio elettronico estende il diritto di riservatezza e la protezione delle informazioni ai dati inerenti alle abitudini di consumo degli utenti e i pareri scritti riguardo alle transazioni di acquisto, tutelando inoltre il libero flusso di informazioni oltreconfine.
L'entrata in vigore del nuovo trattato è condizionata alla ratifica interna di almeno 6 dei Paesi firmatari, auspicata entro la fine del 2018. La condizione di entrata in vigore non è più legata alla dimensione degli Stati aderenti e delle loro economie, laddove il TPP era prevista la firma di un blocco di Paesi rappresentativo dell'85% del PIL di tutti i firmatari (di cui la quota dei soli USA pesava per il 60%).
Il trattato è aperto all'adesione volontaria di altri Paesi: l'Australia è il principale promotore del trattato presso i Paesi non aderenti, come già si era verificato dopo l'approvazione del precedente TPP: l'Australia ha infatti ottenuto a proprio favore la riconferma del pacchetto di misure legislative poste a garanzia degli investimenti esteri -limitatamente ai Paesi aderenti-, e dell'accesso al libero mercato dei beni e servizi, oltre a elevati standard per il commercio regionale e garanzie per gli investitori di accesso alle catene di fornitura. Queste misure erano già previste dal Trans Pacific Trade Agreement, e sono stimate al 2018 in esportazioni australiane per 87,8 miliardi di dollari dei quali 17 in prodotti del settore agricolo. In Giappone vi fu una forte opposizione al TPP, ribadita dalle stesse forze politiche schierate contro il nuovo trattato, sebbene il premier Shinzo Abe disponga di una solida maggioranza in entrambi i rami del Parlamento.

Il Peterson Institute ha stimato per gli Stati Uniti un beneficio di 131 miliardi di dollari (0,5% del PIL) dal TPP, e una perdita di 2 miliardi per non aver partecipato al CPTPP. Per il Giappone, è stimata una crescita del PIL di 8 bilioni, cioè 8 000 miliardi, di yen (75 miliardi di dollari, in confronto ai 14 del TPP firmato dagli Stati Uniti).
Il trattato di libero scambio Europa-Giappone ha inteso sostituire l'Unione Europea al protezionismo degli Stati Uniti come principale partner nipponico, e con un notevole impatto a favore dell'economia canadese. La campagna presidenziale del Messico a giugno 2018 mette a rischio la ratifica del trattato. 
Francois-Phillippe Champagne, Ministro degli Esteri canadese, ha dichiarato alla Reuters che il suo Paese è contrario in linea di principio a dazi e contingentamenti delle quote di mercato da parte statunitense.
Il ministro dell'economia messicano Ildefonso Guajardo - del Partito Rivoluzionario Istituzionale- ha anticipato che il Messico avrebbe avversato il tentativo di Trump di usare il protezionismo come strumento di pressione nelle trattative in corso per la modifica del NAFTA.

## Paesi membri
Sono dodici i paesi che hanno preso parte alle negoziazioni del Partenariato Trans-Pacifico. Quattro di questi paesi hanno già ratificato il Trans-Pacific Strategic Economic Partnership Agreement nel 2006, mentre altri otto si sono aggiunti in corso d'opera alle negoziazioni del Partenariato Trans-Pacifico, il cui testo è stato perfezionato nell'ottobre 2015.

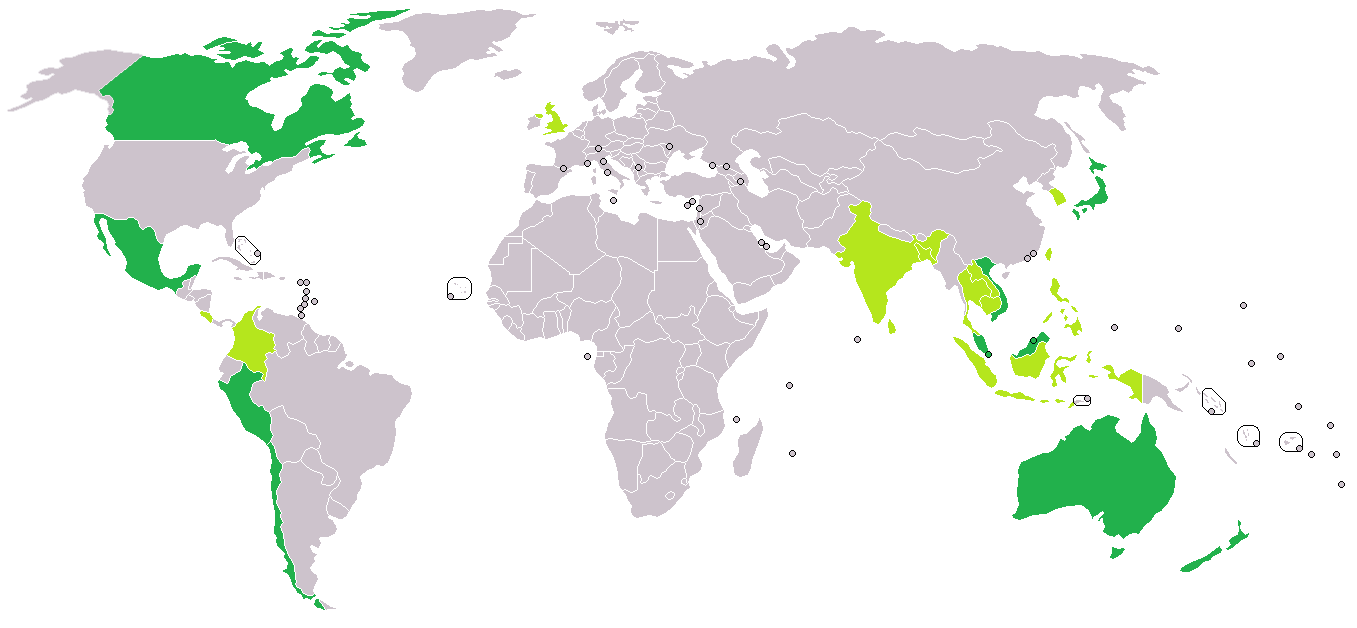
Negoziazione
Interesse a partecipare
Potenziali membri futuri

     Negoziazione
     Interesse a partecipare
     Potenziali membri futuri
| Paese/Regione | Stato                          | Data           |
| ------------- | ------------------------------ | -------------- |
| Brunei        | Accordo Raggiunto              | Giugno 2005    |
| Cile          | Accordo Raggiunto              | Giugno 2005    |
| Nuova Zelanda | Accordo Raggiunto              | Giugno 2005    |
| Singapore     | Accordo Raggiunto              | Giugno 2005    |
| Stati Uniti   | Firmato il ritiro              | Gennaio 2017   |
| Australia     | Accordo Raggiunto              | Novembre 2008  |
| Perù          | Accordo Raggiunto              | Novembre 2008  |
| Vietnam       | Accordo Raggiunto              | Novembre 2008  |
| Malaysia      | Accordo Raggiunto              | Ottobre 2010   |
| Messico       | Accordo Raggiunto              | Ottobre 2012   |
| Canada        | Accordo Raggiunto              | Ottobre 2012   |
| Giappone      | Accordo Raggiunto              | Marzo 2013     |
| Colombia      | Interesse annunciato           | Gennaio 2010   |
| Filippine     | Interesse annunciato           | Settembre 2010 |
| Thailandia    | Interesse annunciato           | Novembre 2012  |
| Taiwan        | Interesse annunciato           | Settembre 2013 |
| Corea del Sud | Interesse annunciato           | Novembre 2013  |
| Indonesia     | Dichiarato volontà di adesione | Ottobre 2015   |